# Můstek (metropolitana di Praga)
Můstek è una stazione della metropolitana di Praga che serve come unico punto di interscambio tra la linea A e la linea B.

## Storia

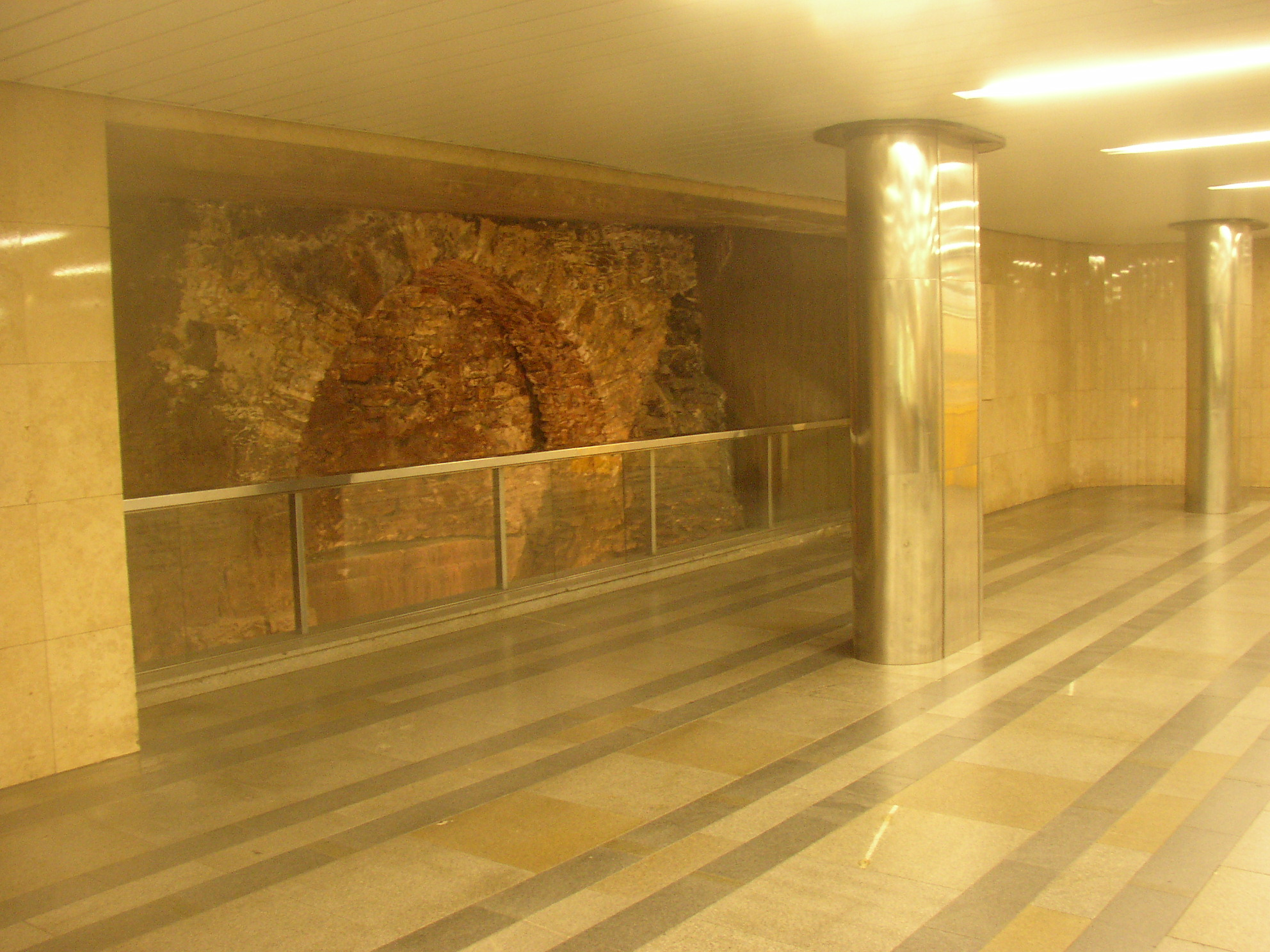
I resti del ponte nella stazione di Můstek

La stazione è stata attivata il 12 agosto 1978, insieme alla sezione inaugurale da Leninova a Náměstí Míru della linea A.
Durante gli scavi per la costruzione della stazione è stato riportato alla luce un ponte medievale, che ha originato il nome della fermata (můstek significa "piccolo ponte" in lingua ceca).
La parte della linea B della stazione, situata più in profondità, è stata inaugurata il 2 novembre 1985, come parte del tratto inaugurale della linea B tra Sokolovská e Smíchovské nádraží.

## Strutture e impianti
Ciascuna stazione è sotterranea ed è dotata di 2 binari, serviti da una banchina centrale.
La fermata sulla linea A ha due uscite una delle quali, attraverso delle scale mobili, conduce alla piazza San Venceslao al di sotto della quale è possibile osservare il ponte medievale. Un sistema di corridoi collega la stazione della Linea A con la stazione della Linea B.

## Servizi
La stazione è dotata di ascensori per le persone a mobilità ridotta.
- Biglietteria
- Servizi igienici
- Ufficio informazioni[3]